# Freguesia de São Lázaro

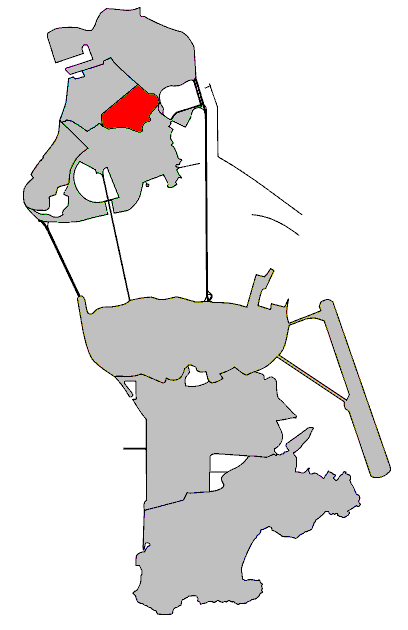
Localisation de la Freguesia de São Lázaro

La Freguesia de São Lázaro (Macao) est l'une des sept Freguesias de Macao et est située dans le sud-est de la péninsule de Macao. Elle n'a pas de pouvoirs administratifs, mais est reconnue par le gouvernement comme purement symbolique.
Elle est la plus petite Freguesia de Macao, avec une superficie de 0,64 km² et correspond à 6,45 % de la superficie de la péninsule (environ 9,3 km²). Elle possède une population de 26,9 mille habitants, et une densité de population de 42 000 habitants au kilomètre carré. En 2021, elle compte 33 442 habitants pour une superficie de 0,64 km².
Elle est bordée au nord par la Freguesia de Nossa Senhora de Fátima, à l'ouest par la Freguesia de Santo António et au sud par la Freguesia da Sé.

## Principaux bâtiments
- Forteresse, Chapelle et phare de la Guia
- Église Saint-Lazare de Macao
- Parc Municipal de la colline de la Guia
- Telephérique de la Guia
- Jardin des plantes de Macao
- Tunnel de la Guia
- Route de Cacilhas
- Avenue du conseiller Ferreira de Almeida